# Спортски филм
Спортски филм је филмски жанр чија је тематика везана за спортске активности. Могу бити рађени према истинитом догађају или измишљеној причи. Филмови који су рађени према истинитом догађају су често у форми документарца (пример Марадона Емира Кустурице).
Спортски филмови често садрже и елементе других филмских жанрова (драме, акције, комедије), где је спортско дешавање у другом плану.

## Види филмове
- Ватрене кочије
- Марадона
- Паклене улице
- Џери Магвајер
- Велики Лебовски
- Рвач
- Роки
- Девојка од милион долара
- Проклети јунајтед